# Герб на Благоевград
Гербът на Благоевград е един от символите на града и общината. Автор на герба е известният художник Христо Бараковски, който е родом от Благоевград. Създаден е в 1971 година.